# 舰队巡洋舰
舰队巡洋舰（德語：Flottenkreuzer）是德意志帝国海军自19世纪末提出、应用在线列战术中的一种小型巡洋舰的类别，这类巡洋舰的装甲相对较重，但仍然可以达到很高的速度。它们应与战列舰队共同行动，以保护后者免受敌方鱼雷艇或驱逐舰的攻击，并承担舰队的侦察任务。它们在武器装备上与鱼雷巡洋舰类似，有多门大口径炮，而减少的鱼雷管空间则有助于配备更强大的装甲。当时，具备细分用途的巡洋舰几乎全由英国建造。德意志帝国海军则由于经费有限，只得循“一舰多能”的方向设计发展出小巡洋舰。然而，它们在速度和装甲方面均不如英国巡洋舰。直至1916年，德意志帝国才开始实际开发舰队巡洋舰，但最终未能建造。在第一次世界大战后，随着更大型舰只的需求增加，舰队巡洋舰的类别最终被替换为轻巡洋舰。

## 发展
1897年，海军少将阿尔弗雷德·冯·提尔皮茨出任德国海军大臣，他主张建设以装甲舰为核心的海上决战型舰队，因此德国巡洋舰的特点发生了巨大变化。英国成为德国海军舰队建设的主要参照，装甲巡洋舰成为德国舰队侦察部队的核心，在舰队战斗中协助装甲舰（战列舰）发挥与敌方主力交战的作用。而原本在舰队战斗中担负前卫和侦察任务的三等以下小型巡洋舰，则应由具备高速作战能力的舰队巡洋舰取代。然而，海外部署以及破交战等依然是巡洋舰的必要任务，但国力和海军力量均处于劣势的德国无法与英国一样按每种细分用途造舰，因此只得循“一舰多能”的方向发展出小巡洋舰类别。
直至1916年，德意志帝国海军在完成了十艘科隆级小巡洋舰的订购之后，才重新启动舰队巡洋舰的开发。它们最初的目的是区别于搭载重型武器的科隆级而具备高速侦察能力，但在最终的迭代中，它们的武器已与前级同样强大。设计人员共计提交了五种方案：FK1、FK1a、FK2、FK3和FK4型。相关建议的设计排水量范围从3,000公噸（3,000長噸）至7,500公噸（7,400長噸）不等，并装备有五至八门150（5.9英寸）炮作为主炮。随着武器和推进系统的增加，每个拟议的设计都比前一个草案的规模更大。由于帝国海军在第一次世界大战的最后一年里的造舰重点转移，这些设计都未能落实。

## 设计

### FK1和FK1a方案
至1916年，德国已在第一次世界大战期间损失了十三艘小巡洋舰。为了取代它们，德意志帝国海军一举订购了十艘科隆级小巡洋舰。同时由于战时处境，《舰队法》对建造舰数所做的限制已被打破，海军决定重启舰队巡洋舰（代号FK1）的开发。这是应德皇威廉二世的要求，以英国的C级巡洋舰为蓝本设计，主要强调侦察作用和高速作战能力。而代号为FK1a的改进版本，则是在舰只尺寸上有所加大。
FK1的水线长度和全长分别为128（419英尺11英寸）和130（426英尺6英寸），有11.6（38英尺1英寸）的舷宽，以及4.9（16英尺1英寸）的前吃水和4.1（13英尺5英寸）的后吃水。它的设计排水量为3,000公噸（3,000長噸），满载排水量则可达3,800公噸（3,700長噸）。船体采用纵向钢框架构造，设有十五个水密舱室和一个占龙骨长度比重为52%的双层船底。改进版的FK1a方案体积略大，水线长度和全长分别为131（429英尺9英寸）和136（446英尺2英寸），有12.4（40英尺8英寸）的舷宽和4.6（15英尺1英寸）的吃水深度。船体按FK1的样式建造，具有相同的水密舱室数量和双层船底。根据设计，FK1a的排水量为4,025公噸（3,961長噸），满载时则可达4,850公噸（4,770長噸）。
两种方案的推进系统都将由两台蒸汽轮机组成，它们各负责驱动一副直径为3.50（11英尺6英寸）的三叶螺旋桨。FK1将配备五台燃煤船用式水管锅炉提供动力，而FK1a则优化为双头式水管锅炉。FK1发动机的额定功率为48,000匹軸馬力（35,794千瓦特），设计速度为32節（59每小時）；改进版FK1a的最大功率则为52,000匹軸馬力（38,776千瓦特），最高速度为33節（61每小時）。燃料的贮存量按设计分别为1,000公噸（980長噸）和1,150公噸（1,130長噸），允许其以17節（31每小時）的速度巡航最多2,800海里（5,200）。两种方案都配备了三台柴油发电机，可在220伏特的电压下输出300千瓦特（400匹馬力）的总电功率。转向通过大型单舵控制。
两种方案的武器装备都包括有五门单座安装的150毫米45倍径速射炮。其中一门居于舰艏，两门并排布置在司令塔上，以及两门以背负式成对设在艉部舰艛。这些炮管在发射45（99英磅）炮弹的初速为835每秒（2,740英尺每秒）。FK1和FK1a分别提供500发和650弹药。炮支的射程为17,600（19,200碼）。两种方案都配备有两门88毫米45倍径速射炮作为防空武器，均安装在烟囱后方的中心线上，并提供100发10（22英磅）炮弹。这些方案也标配搭载有四具600（23.6英寸）鱼雷管，均安装在甲板的旋转发射器内。FK1a还可携带多达100枚水雷。两种方案的标准船员编制为15名军官和342名水兵。

### FK2、FK3和FK4
在贯穿1916年设计过程中，随着海军增加新的设计要求，所开发巡洋舰的尺寸也随之增加。这便导致了FK2方案的出台。其水线长度和全长分别增加至139（456英尺0英寸）和144（472英尺5英寸），有13（42英尺8英寸）的舷宽和5.5（18英尺1英寸）的吃水深度。它的设计和满载排水量也相应增加至4,500公噸（4,400長噸）和5,350公噸（5,270長噸），显著大于原始方案。FK2设计配备五门150毫米45倍径速射炮和两门88毫米45倍径速射炮。与早期方案一样，它携带相同数量的600毫米鱼雷管，并安装在双座发射器内。该方案保留了与早期相同的推进系统，但采用改进的发动机型号和增加一个额外的锅炉，额定功率为60,000匹軸馬力（44,742千瓦特），最高速度可达32節（59每小時）。它可以17节的速度巡航2800海里，与原始方案相同。
下一迭代，FK3方案，则带来了更多的改变。其设计和满载排水量分别增加至6,000公噸（5,900長噸）和6,900公噸（6,800長噸），是原始FK方案的两倍之多。水线长度和全长也分别增加至155（508英尺6英寸）和159（521英尺8英寸），有14.2（46英尺7英寸）的舷宽。武器系统则增加了两门150毫米炮和一门88毫米炮。由于舰只尺寸的增加，需要更强劲的推进系统；因此便加入了第三台涡轮机，锅炉数量也增加至十三台。额定功率从而达到70,000匹軸馬力（52,199千瓦特），但速度及巡航范围均与之前的方案相同。
FK4作为最终的方案，仍然更大。其设计排水量为7,500公噸（7,400長噸），在满载负荷下，这一数字上升至8,650公噸（8,510長噸）。这款规划的巡洋舰水线长度为170（557英尺9英寸），有15.4（50英尺6英寸）的舷宽和6（19英尺8英寸）的吃水深度。舰只的推进系统将由六台燃煤锅炉和九台燃油锅炉提供动力。武器装备也得到进一步增加，达到八门150毫米炮。
最终，这些方案都没有落实建造，就像其它在战争后期设计的德国军舰一样，如L 20e α战列舰方案和约克代舰级战列巡洋舰方案。在战争的最后几年，德国海军的造舰业已很大程度放弃了水面舰艇的建造，转而专注建造U艇。一战结束后，随着更大型舰只的需求增加，舰队巡洋舰的类别最终转变为轻巡洋舰。